# صحت‌سنجی و اعتبارسنجی نرم‌افزار
در مدیریت پروژه نرم‌افزاری و آزمون نرم‌افزار، صحت‌سنجی و اعتبارسنجی نرم‌افزار (به انگلیسی: Software verification and validation)  فرایند بررسی این است که سامانه نرم‌افزاری، مشخصاتی که باید را دارا باشد و هدف مقصود از طراحی خود را برآورده سازد. این فرایند در کلیه مراحل تولید سیستم باید اجرا شود تا از اعتبار و صحت ورودی‌ها و خروجی‌های سیستم محاسباتی اطمینان حاصل شود. اعتبارسنجی و صحت‌سنجی با یکدیگر متفاوت هستند، بری بوهم (به انگلیسی: Barry Boehm)  (16 مه 1935 - 20 اوت 2022) به طور موجز و خلاصه تفاوت این دو را در قالب دو سؤال زیر بیان می‌کند :  
- صحت‌سنجی: آیا محصول به درستی ایجاد شده است؟ 
- اعتبارسنجی: آیا محصول در برآوردن نیازها به درستی عمل می‌کند ؟

## مقالات مرتبط
- اصالت‌سنجی (به انگلیسی: Authentication)